# Pedro Delgado Martín
Pedro Enrique Delgado Martín (Santa Cruz de Tenerife, 25 gennaio 1975) è un ex atleta paralimpico spagnolo.

## Biografia
Nato affetto da cecità per un male congenito, si è dedicato allo sport per superare le difficoltà della sua condizione. Ha partecipato a tre edizioni dei Giochi paralimpici estivi (1996, 2000 e 2004), nonché a due campionati mondiali del Comitato Paralimpico Internazionale, due dell'IBSA e a numerosi campionati europei, dell'IBSA e del Comitato Paralimpico europeo.
Le sue competizioni hanno spaziato dai 400 ai 1500 metri piani. Più volte ha fatto parte di una staffetta 4×400 metri, con la quale ha ottenuto alcuni tra i suoi più pregevoli risultati, quali: la medaglia d'argento alle Paralimpiadi di Sydney 2000, l'oro agli europei IBSA 1999, l'argento agli europei IBSA 2001, infine l'oro ai Mondiali IBSA nel 2003. Individualmente, sono degni di nota due ori conquistati nel 2003 (Campionati europei paralimpici di Assen), in cui ha raggiunto il gradino più alto del podio nei 400 e nei 1500 metri.
Di professione ha fatto dapprima il rivenditore di biglietti della lotteria di Stato (incarico conferitogli dall'ONCE, che in Spagna si occupa delle persone con disabilità visiva), in seguito ha fatto il fisioterapista.

## Palmarès
| Anno | Manifestazione       | Sede      | Evento           | Risultato | Prestazione | Note |
| ---- | -------------------- | --------- | ---------------- | --------- | ----------- | ---- |
| 1994 | Mondiali paralimpici | Berlino   | 800 m piani T10  | Bronzo    |             |      |
| 1994 | Mondiali paralimpici | Berlino   | 1500 m piani T10 | 5º        |             |      |
| 1995 | Europei IBSA         | Valencia  | 800 m piani T10  | Bronzo    | 2'06"39     |      |
| 1995 | Europei IBSA         | Valencia  | 1500 m piani T10 | Bronzo    | 4'31"64     |      |
| 1996 | Giochi paralimpici   | Atlanta   | 800 m piani T10  | Bronzo    | 2'06"40     |      |
| 1996 | Giochi paralimpici   | Atlanta   | 1500 m piani T10 | 4º        | 4'22"23     |      |
| 1998 | Mondiali IBSA        | Madrid    | 1500 m piani T11 | 4º        | 4'42"57     |      |
| 1999 | Europei IBSA         | Lisbona   | 400 m piani T11  | 4º        | 53"88       |      |
| 1999 | Europei IBSA         | Lisbona   | 800 m piani T11  | Oro       | 2'04"90     |      |
| 1999 | Europei IBSA         | Lisbona   | 1500 m piani T11 | Argento   | 4'19"08     |      |
| 1999 | Europei IBSA         | Lisbona   | 4×400 m T11-13   | Oro       | 3'38"50     |      |
| 2000 | Giochi paralimpici   | Sydney    | 1500 m piani T11 | Bronzo    | 4'19"15     |      |
| 2000 | Giochi paralimpici   | Sydney    | 4×400 m T11-13   | Argento   | 3'28"82     |      |
| 2001 | Europei IBSA         | Białystok | 400 m piani T11  | Bronzo    | 54"19       |      |
| 2001 | Europei IBSA         | Białystok | 1500 m piani T11 | 4º        | 4'30"93     |      |
| 2001 | Europei IBSA         | Białystok | 4×400 m T11-13   | Argento   | 3'29"38     |      |
| 2003 | Europei paralimpici  | Assen     | 400 m piani T11  | Oro       | 55"12       |      |
| 2003 | Europei paralimpici  | Assen     | 1500 m piani T11 | Oro       | 4'19"75     |      |
| 2004 | Giochi paralimpici   | Atene     | 400 m piani T11  | 6º        | 54"54       |      |
| 2004 | Giochi paralimpici   | Atene     | 1500 m piani T11 | 4º        | 4'15"57     |      |
| 2005 | Europei paralimpici  | Espoo     | 400 m piani T11  | Argento   | 54"09       |      |
| 2005 | Europei paralimpici  | Espoo     | 1500 m piani T11 | Bronzo    | 4'21"28     |      |
| 2006 | Mondiali paralimpici | Assen     | 400 m piani T11  | 6º        | 1'04"12     |      |

## Altre competizioni internazionali
2003
- Bronzo ai Mondiali IBSA,  Canada Québec, 400 m piani T11 - 54"54
- Argento ai Mondiali IBSA,  Canada Québec, 800 m piani T11 - 2'06"60
- Argento ai Mondiali IBSA,  Canada Québec, 1500 m piani T11 - 4'23"25
- Oro ai Mondiali IBSA,  Canada Québec, 4×400 m T11-T13 - 3'38"53